# Karel Malich
Karel Malich (18. října 1924 Holice – 24. října 2019) byl český sochař, malíř a grafik.

## Život
Karel Malich strávil raná léta v Holicích, kde absolvoval školu. Jeho dědeček pocházel z Újezda u Hořic a pracoval jako kameník, otec amatérsky maloval. Karel Malich od dětství kreslil a zdejší krajina s táhlými oblouky kopců významně ovlivnila i jeho pozdější tvorbu. V mládí byl vynikajícím atletem a fotbalistou. Reálné gymnázium absolvoval během války v Pardubicích (1940–1945), v letech 1943–1945 byl totálně nasazen u Junkers-werke ve Dvoře Králové. Mezi roky 1945 a 1950 studoval výtvarnou výchovu a estetiku na Pedagogické fakultě Univerzity Karlovy u profesorů Cyrila Boudy, Martina Salcmana, Karla Lidického a Františka Kovárny. V letech 1949–1950 pracoval v Holicích v podniku Botana. Roku 1950 byl přijat do 4. ročníku speciálky profesora Vladimíra Silovského na Akademii výtvarných umění v Praze.
Po ukončení studia se usadil v Praze a roku 1953 se oženil s Dagmar Žižkovou. V letech 1953–1955 absolvoval základní vojenskou službu v Českých Budějovicích. Po návratu se rozvedl a živil se jako grafik a ilustrátor. Roku 1956 se oženil podruhé s Hanou Hrochovou. Roku 1958 se stal členem SČUG Hollar, získal ateliér a byt v Nitranské ulici na Vinohradech a začal se intenzivně věnovat malbě. V témže roce založil se svými spolužáky z Pedagogické fakulty Milanem Albichem, Miroslavem Radou a s fotografem Janem Šplíchalem tvůrčí skupinu Proměna, se kterou vystavoval do roku 1967. Během cesty do Polska, kterou organizoval SČVU, se spřátelil s Jiřím Kolářem a Josefem Hiršalem a stal se členem jejich stolní společnosti v kavárně Slavia. Roku 1961 se Karlovi a Haně Malichovým narodila dcera Kateřina. Roku 1963 byl Malich spoluzakladatelem Skupiny Křižovatka.
Malichovy reliéfy, volné plastiky a kresby představila roku 1966 Ludmila Vachtová ve výstavní síni na Karlově náměstí v Praze. Výstava obdržela cenu SČSVU za nejlepší výstavu roku. V následujícím roce byla Malichova Černobílá plastika vybrána na výstavu „Sochařství dvaceti národů“ v Guggenheimově muzeu v New Yorku a sochař při té příležitosti navštívil New York. Znovu cestoval do USA na podzim roku 1968 a navštívil New York, Chicago a Washington. Roku 1970 vystavoval v československém pavilonu na bienále v Benátkách a vytvořil díla pro československou expozici na světové výstavě v japonské Ósace. Roku 1972 měl výstavu v Galerii Benedikta Rejta a v St. Galenu. Roku 1977 se přestěhoval z vinohradského ateliéru do nového domu v Praze-Podolí.
V období normalizace nesměl až do roku 1988 vystavovat v galeriích spravovaných SČVU a jeho díla představily jen v omezené míře menší neoficiální galerie. Jazzová sekce vydala malou monografii v edici Situace (Karel Malich, Vědomí a kosmické energie, text Karel Srp, 1982) a na podzim 1986 vyšel samizdatový sborník Dech kosmu: práh věčna, věnovaný Malichovu výtvarnému a literárnímu projevu. Manželka Hana byla zaměstnána u skandinávských aerolinií a zajišťovala rodině příjem i v době, kdy Karel Malich nemohl vystavovat a prodávat svá díla. V důsledku této situace zůstalo jádro jeho prací téměř intaktní a až do doby po roce 2000 téměř nedotčené trhem. První retrospektivní výstavu Malichova díla uvedly až roku 1988 Oblastní galerie v Chebu, GMU v Roudnici nad Labem a GU Karlovy Vary. Další Malichovy výstavy se uskutečnily po roce 1989 (Brno, Praha, Berlín, Paříž, Vídeň, Kassel, Krems, Salcburk, Biennale di Venezia, 1986). Od roku 1990 spolupracoval Karel Malich s Galerií Zdeňka Sklenáře, která roku 2006 vydala jeho velkou monografii.
Po pádu komunistického režimu byl jmenován profesorem a pověřen vedením Ateliéru kresba – objekt na Akademii výtvarných umění v Praze, kde působil do roku 1992. Roku 1995 se Karel a Hana Malichovi přestěhovali z rodinného domu v Praze-Podolí do Prahy-Uhříněvsi.
Roku 2004 mu bylo uděleno čestné občanství města Holic, v roce 2007 získal za výtvarné umění a architekturu Státní cenu Ministerstva kultury. Byl o něm natočen televizní dokument v cyklu GEN (2001, režie Jaroslav Brabec) Výtvarnické konfese (2008, režie Petr Skala) a u příležitosti jeho retrospektivní výstavy v Jízdárně Pražského hradu filmový portrét Prostě se to děje (2012–2013, režie Martin Dostál).
Karel Malich zemřel 24. října 2019 ve věku 95 let.

## Dílo
Malichovo solitérní sochařské a malířské dílo bývá řazeno do širšího proudu neokonstruktivistických tendencí, které se v Čechách označovaly také jako "objektivní tendence" nebo "nová citlivost". Vymezily se zejména vůči ideologické tvorbě podporované komunistickým režimem i romantizující psychologizaci imaginativního umění a proudu expresivní strukturální abstrakce. Malich reaguje na vědecké poznatky z oboru fyziky a kosmologie, analyzuje vlastní systém vidění a zároveň abstrahuje konkrétní jevy i subjektivní stavy až po ztotožnění s napětími, tlaky a turbulencemi přírody a kosmu. Umělecká kritika v souvislosti s jeho dílem užívá pojmů jako metafyzika, spiritualizace, předracionální mystická zkušenost, apod. a plastiky popisuje jako model jakéhosi řídkého kinestetického těla, které je záznamem pulzací, průběhu tlaků, energií a turbulencí vnímaných a prožívaných tělesně.
Kořeny Malichova díla lze hledat v obou pólech abstraktního umění, které se konstituovaly počátkem 20. století a zahrnují jednak transcendentální idealismus a teosofii s teorií nadsmyslových vibrací a na druhé straně inženýrský přístup neokonstruktivismu i futuristické vibrace těla pulzujícího v prostoru. Prázdný prostor konstruktivistů měl být iracionálním prostorem, který určoval energie probíhající různými směry. Neobyčejně hluboko založená citlivost ho přivedla k odhalování sil, energií a psychických pohnutek lidského činění. Jeho výtvarný projev usiluje očištěnými a redukovanými prostředky vizualizovat neviditelné.
Od konce 50. let byla tématem Malichových kreseb krajina, zprvu se zřetelným vlivem kubismu. Počátkem 60. let se přiklonil k lyrické abstrakci (1960–1962), ale v následném období redukoval výtvarný projev směrem k minimalistické linearizaci kompozice a od roku 1963 již v jeho kolážích a reliéfech převládají abstraktní geometrické znaky. Malichův radikální přechod k abstrakci měl existenciální podtext a souvisel se smrtí otce v Pardubické nemocnici (1962). Ztráta smyslu slov znamenala zároveň vyprázdnění původního smyslu výtvarných znaků a přechod k čistě elementárním formám. Tehdy vytvořil sérii kreseb a objektů s motivem neúplného kruhu, kde nepatrná vychýlení bodu nebo koncentrace energie či její přerušení na linii kruhu souvisely s reálnými mentálními a existenčními stavy.
V reliéfech a ortogonálních objektech z let 1963–1964 užívá plastické články ve formě válců a jejich negativních otisků, které představují průběh toků energie. Řada z nich má ve svém názvu termín koridor, který v Malichově interpretaci vizualizoval válcové nebo věžovité toky energie, které pociťoval ve společnosti jako rušivý prvek bránící v soustředění. Koridory byl také východiskem k modelům utopické architektury z druhé poloviny 60. let. Ta byla v jeho představách situována do budoucnosti, často na rozhraní přírodních prostorů Země – Moře – Vzduch nebo Země – Vzduch – Jiná planeta.
Důležitým tématem Malichovy tvorby 60. let je otevírání geometrických útvarů a jejich fúze s prázdným prostorem. V tvorbě plastik začal užívat jako nový materiál plexisklo, které vyhovovalo jeho potřebě otevření vnitřního objemu objektů do prostoru. Neokonstruktivistické abstraktní období mezi lety 1967–1976 znamenalo vědomé opuštění figury a uchopení neantropomorfního prostoru jako otevřeného místa zbaveného veškerých magických či náboženských symbolů. Originálním Malichovým vkladem do vývoje moderního výtvarného umění byly jeho drátěné plastiky. Hliníkové, pozinkované a nerezové dráty se během 70. a 80. let staly základem konstrukcí, které byly zprvu vázány na základnu nebo horizontální polohu na zemi a později se odpoutaly do prostoru jako samostatné zavěšené objekty. Linie přestavovaly manifestaci energie v otevřeném poli, mraky nebo vznášející se krajinu. Tato dematerializace díla, autorem obecně označované jako "událost", byla zároveň vnímána jako návrat k předtotalitní době a jako nový druh spiritismu. Způsobem prožívání se Malichova tvorba blíží formulacím Rudolfa Steinera, který vnímá jedince jako toho, kdo kreslí a zároveň představuje pasivní předmět kresby a vnímá zákony kosmických sil jako pletivo, které zároveň sám vytváří.
Změna politické situace po okupaci roku 1968 a tíživé ovzduší tzv. normalizace, která udusila veškeré kulturní dění, znamenala pro Malicha dlouhé období během kterého nemohl svá díla vystavovat. Představuje také obrat v tvorbě, kdy se věnoval převážně kresbě a drátěným plastikám. Řada těchto objektů zůstala ve formě modelů svázaných provázky. Malich zkoumá hranice mezi uzavřenou formou a prostorem, mezi vnitřkem a vnějškem i mezi individuálním a neosobním. Ve spirituální rovině se pohybuje na hranici psychotických halucinačních stavů, rozdvojené psychiky a schizoidních vizí, které umožňují vnímat tělo současně zvenku i zevnitř. V nové sérii drátěných plastik se od roku 1976 vracejí prvky převzaté z reality – oblouky kopců, abstrahované znaky domu, cesty, lidské figury. V jeho systému vidění jsou nahlíženy zevnitř i zvenku a v zavěšeném labyrintu linií nelze rozlišit co je organické, geometrické či neživé. V jeho deníkových záznamech a skicácích z let 1964–1987 se objevují představy zvnitřnění kosmu i obsedantní pocit věčného tlaku zvnějšku a neznámého drtícího prostoru. Tyto halucinatorní vize se postupně konkretizují a z jednoduchých geometrických vzorců se se vynořují reálné obrazy lidí, míst nebo složitějších prostorových konstelací.
Malichovy utopické projekty nového prostoru a s ním očekávaného nového poznání předpokládají uskutečnění energetických událostí v takovém rozměru, aby se v nich člověk mohl pohybovat a vnímat je performativně. Měly propojovat sféru podvědomí a snů s širším prostorem architektury i nekonečným Univerzem.
Zvnitřnění "události" a prolomení hranice mezi vnitřním a vnějším je pro Malichovu tvorbu příznačné. Relativizaci pozice subjektu i jeho labilní rovnováhu v prostoru naznačují i některé názvy plastik (Pozoruji trhlinu v prostoru 1977–1979, Sedím, dívám se, pootočil jsem hlavu, 1979–1983). Dílo tak představuje neustálé obnovování pozice v prostorové i časové dimenzi, nabízí řezy strukturou i průniky do procesu dění. Nenabízí spirituální útěchu ani pochopení univerzální pulzace kosmu.

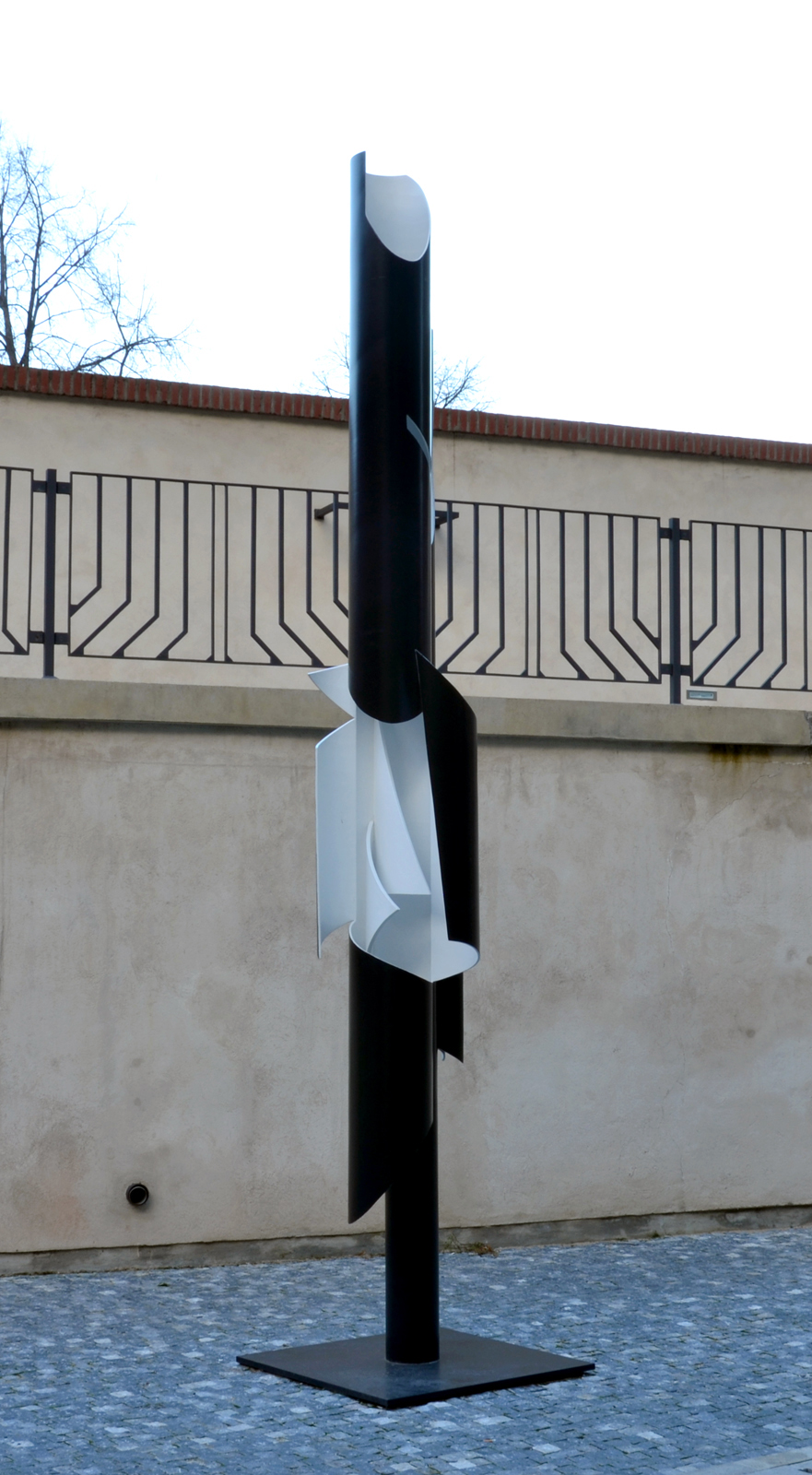
Karel Malich, Černobílá plastika, 1964–1965 (2014)
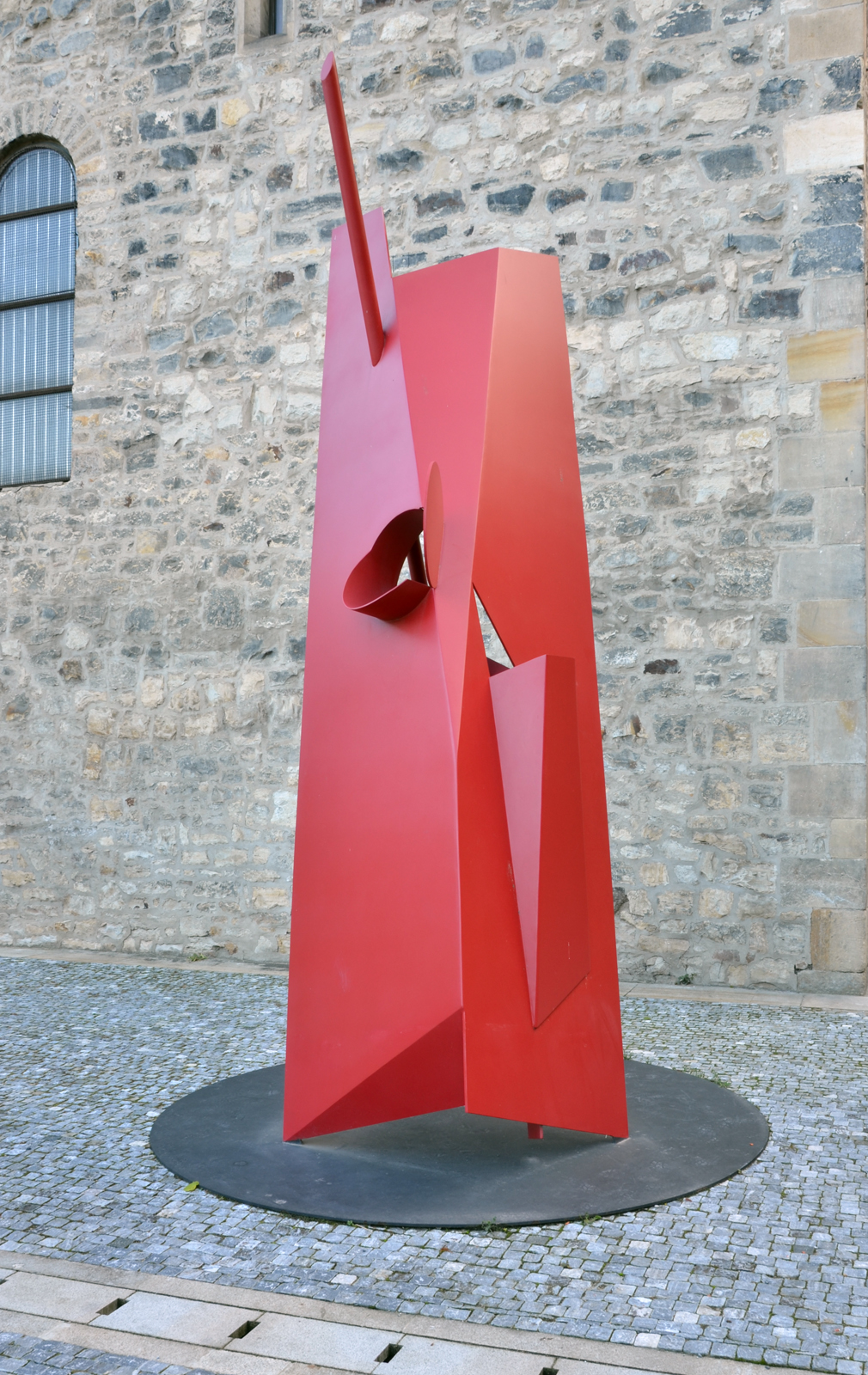
Karel Malich, Červená plastika, 1964 (2013)
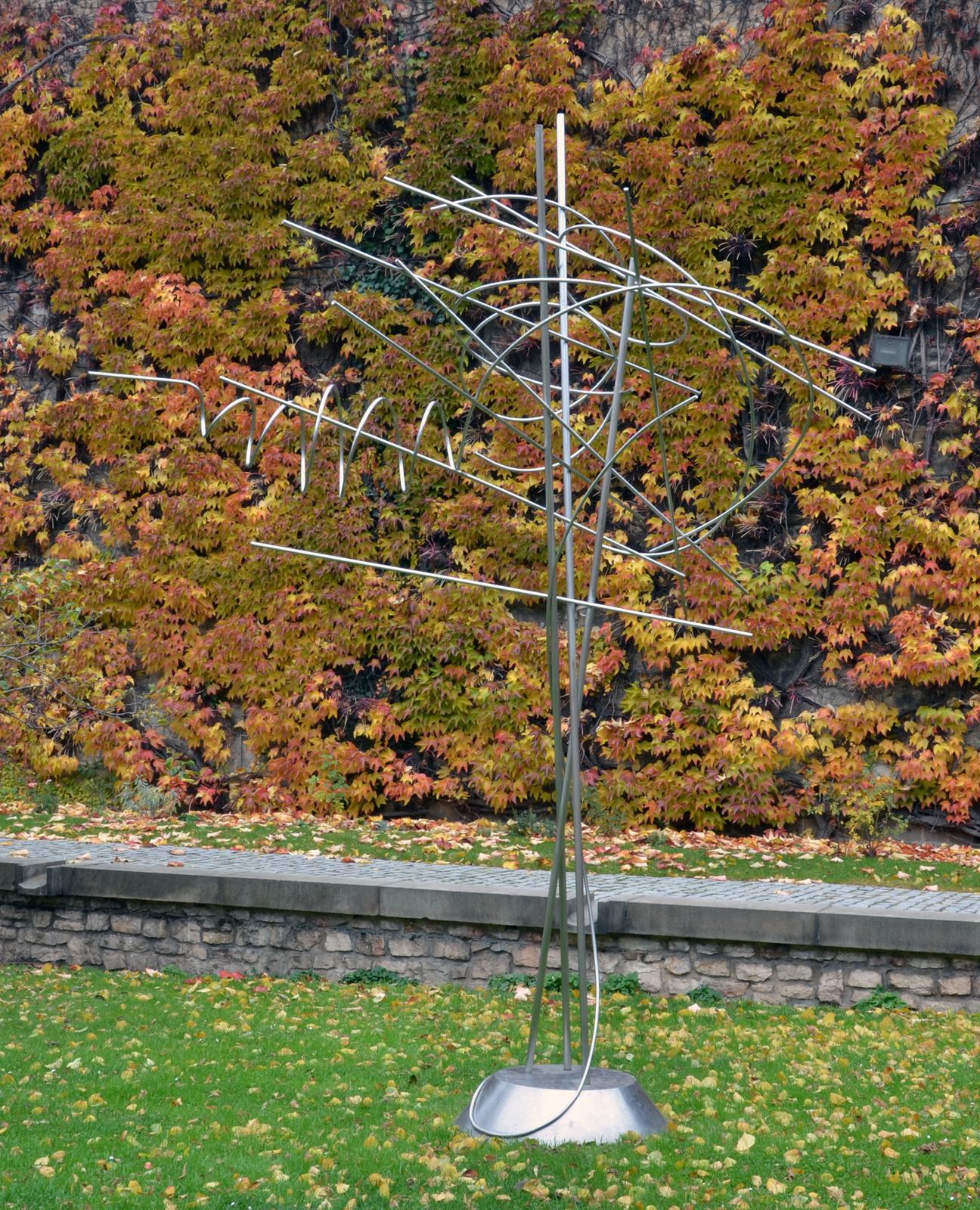
Karel Malich, Strom, 1969 (realizace 2014)
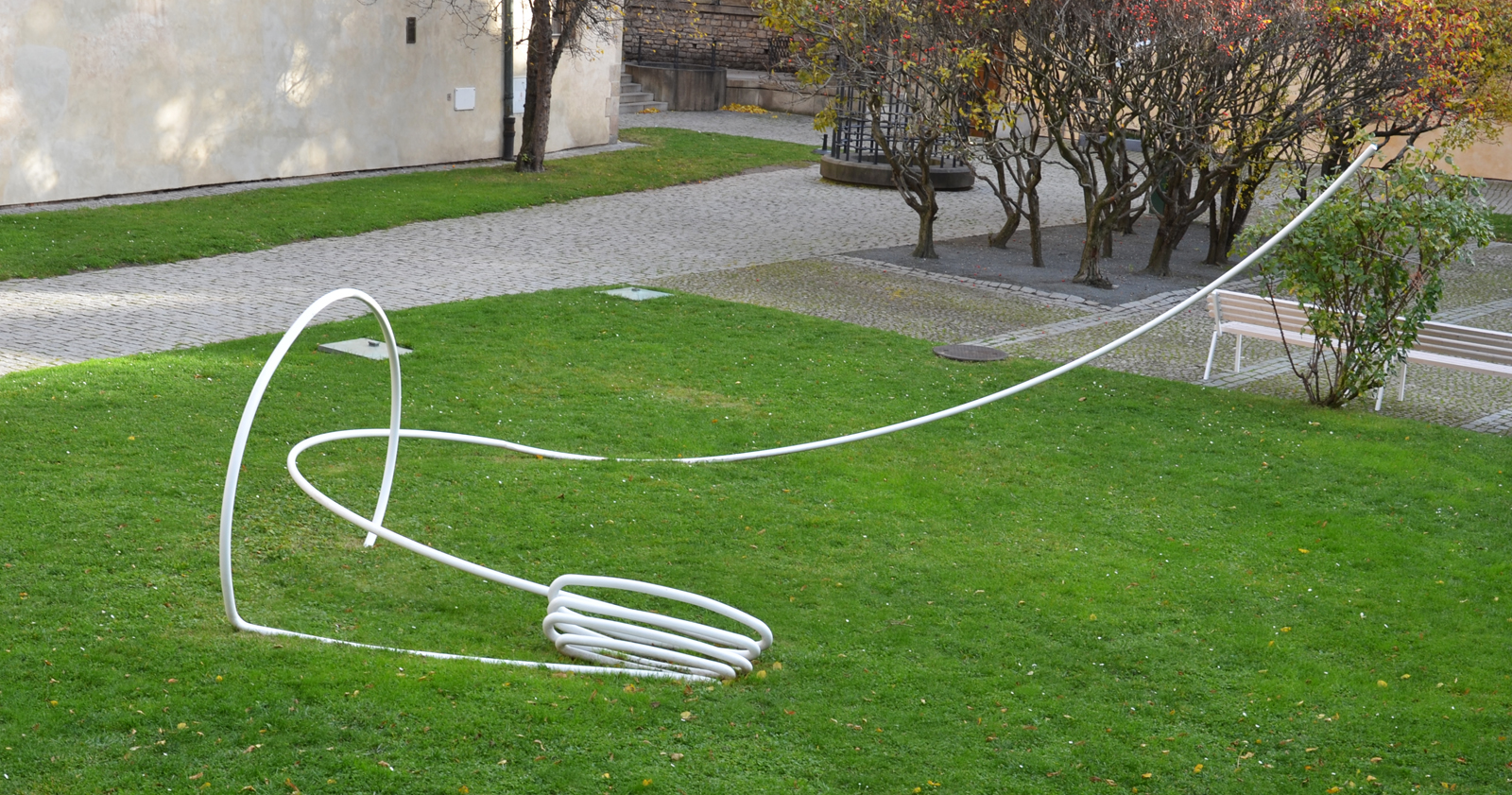
Karel Malich, Energie, 1968 (realizace 2013)

### Autor publikací
- Karel Malich: Od tenkrát do teď tenkrát, 108 s., Trigon (Vladislav Zadrobílek), Praha 1994, ISBN 80-85320-47-9
- ilustrátor: Boříkova říkadla, 3 leporela, Galerie Zdeněk Sklenář Praha 2013–2016

### Zastoupení ve sbírkách
- Národní galerie v Praze
- Centre Georges Pompidou, Paříž
- Museum moderner kunst stiftung ludwig wien
- Moravská galerie v Brně
- Muzeum umění Olomouc
- Stedelijk Museum, Amsterdam
- Slovenská národná galéria
- Museum Bochum, Bochum
- Museum Folkwang, Essen
- Museum Kampa – Nadace Jana a Medy Mládkových, Praha
- Alšova jihočeská galerie v Hluboké nad Vltavou
- Galerie Středočeského kraje (GASK), Kutná Hora
- Galerie Benedikta Rejta, Louny
- Galerie hlavního města Prahy
- Galerie Klatovy / Klenová
- Galerie moderního umění v Hradci Králové
- Galerie moderního umění v Roudnici nad Labem
- Severočeská galerie výtvarného umění v Litoměřicích
- Oblastní galerie Liberec
- Oblastní galerie Vysočiny v Jihlavě
- Galerie výtvarného umění v Chebu
- Gočárova galerie
- Galerie umění Karlovy Vary
- Galerie výtvarného umění v Havlíčkově Brodě
- Galerie výtvarného umění v Hodoníně
- McCrory Collection, New York City
- Albright-Knox Art Gallery, Buffalo
- McCrory Corporation, New York
- Craig and Cathryn Hall Collection, Frisco, Texas
- The Menil Collection, Houston, Texas
- Muzeum Sztuki w Łódzi
- Louisiana, Humlebaek, Denmark
- Musée d'art et d'histoire, Genève, Switzerland
- Národní muzeum
- Fait Gallery, Brno
- Galerie Golf Hostivař
- Moravská gobelínová manufaktura, Valašské Meziříčí

### Výstavy

#### Autorské (výběr)
1960–1969
- 1963 – Osvětový dům, Vysoké Mýto
- 1964 – Galerie Hollar, Praha
- 1966 – Galerie na Karlově náměstí, Praha

1970–1988
- 1972 – Galerie Benedikta Rejta, Louny
- 1984 – Malá galerie Vysoké školy veterinární, Brno
- 1985 – Dům kultury, Malá scéna, České Budějovice
- 1986 – Ústřední kulturní dům železničářů, Praha
- 1987 – Galerie Opatov, Praha
- 1988 – Galerie moderního umění v Roudnici nad Labem, Roudnice nad Labem

po 1988
- 1988 – Státní galerie výtvarného umění v Chebu, Cheb
- 1988 – Ústav makromolekulární chemie ČSAV, Praha
- 1988 – Výstavní síň Bohumila Kubišty, Hradec Králové
- 1988 – Galerie umění, Karlovy Vary
- 1989 – Dům pánů z Kunštátu, Brno
- 1989 – Zámek Pardubice, Pardubice
- 1989 – Galerie výtvarného umění, Roudnice nad Labem
- 1989 – Divadlo hudby, Olomouc
- 1990 – Dům U Kamenného zvonu, Praha
- 1990 – Art Galerie, Žďár nad Sázavou
- 1991 – Galerie Lamaignere Saint-Germain, Paříž
- 1991 – Výstavní síň U Zeleného věnce, Olomouc
- 1992 – Pastelle, Berlín
- 1992 – Tempery, kvaše a koláže z let 1958–1962, Galerie ’60/’70, Praha
- 1992 – Galerie MXM, Praha
- 1994 – Skicáky 1964–1980, Staroměstská radnice, Praha
- 1994 – Česká kresba 1, Karel Malich, Galerie umění, Karlovy Vary
- 1995 – Museum Fridericianum, Kassel
- 1995 – Kunsthalle Krems, Krems
- 1996 – Galerie MXM, Praha
- 1996 – ACP Galerie Peter Schuengel, Salcburk
- 1997 – Výstavní síň Sokolská 26, Ostrava
- 1997 – PORTFOLIO Kunst AG, Vídeň
- 1997 – Galerie 761, Ostrava
- 1998 – Výstavní síň Emila Filly, Ústí nad Labem
- 1998 – Galerie U Bílého jednorožce, Klatovy
- 1998 – Galerie MXM, Praha
- 1999 – Výstavní síň Emila Filly, Ústí nad Labem
- 2000 – Prostor mého těla, Galerie MXM, Praha
- 2000 – Dům umění, Opava
- 2000 – Východ slunce čistého světa, Galerie Šternberk, Šternberk
- 2001 – Práce z roku 2000, Galerie MXM, Praha
- 2003 – Galerie Zdeněk Sklenář, Praha
- 2004 – Rožmberský dům, Soběslav
- 2004 – Dům U Jonáše, Pardubice
- 2004 – Galerie Benedikta Rejta, Louny
- 2004 – Městská knihovna, Praha
- 2004 – Galerie Zdeněk Sklenář, Praha
- 2005 – Trojlodí, Olomouc
- 2005 – Galerie Zdeněk Sklenář, Praha
- 2006 – Památník Lidice, Lidice
- 2007 – Galerie Zdeněk Sklenář, Praha
- 2008 – Tonutí v kráse, Galerie Zdeněk Sklenář, Praha
- 2009 – Karel Malich 85, Galerie Zdeněk Sklenář, Praha
- 2009 – Karel Malich, Galerie Kulturního domu města Holic
- 2013 – Karel Malich, Jízdárna Pražského hradu
- 2014 – Karel Malich, Galerie Kulturního domu města Holic
- 2018 – Karel Malich: Prostě se to děje... Galerie města Trutnova
- 2019 – Malich 95, Galerie Zdeněk Sklenář, Praha
- 2019/2020 Karel Malich & Utopické projekty, Fait Gallery, Brno[17]

#### Skupinové (výběr)
- podrobně viz abART: Karel Malich, Výstavy
- 2017 GENERATION ONE : První generace české postmoderny, Zámecký pivovar Litomyšl, 16. 6. – 6.7. 2017, kurátoři: David Železný a Federico Díaz, pořadatel: BOHEMIAN HERITAGE FUND a Cermak Eisenkraft[18]

### Monografie
- Karel Malich & utopické projekty, texty: Vladimír Burda, Denisa Kujelová, Jiří Padrta, Filip Šenk, Jiří Ševčík, Jan Wollner, 364 s., Fait Gallery, Brno 2021, ISBN 978-80-908446-0-5
- Karel Malich, text Srp Karel, 455 s., Galerie Zdeněk Sklenář, Praha 2006, ISBN 80-239-3839-8
- Karel Malich: Dráty, text Jiří Ševčík, David Kulhánek, 228 s., vydalo Výzkumné centrum AVU v Praze a Museum Kampa, KANT Praha 2005, ISBN 80-239-5159-9
- Karel Malich, text Malich Karel, Ševčík Jiří, Srp Karel, 143 s., Museum Frierician Veranstaltungs-GmbH, Kassel 1995, ISBN 3-89322-729-6

### Katalogy (výběr)
- Karel Malich, 4 s., Nemocnice Vysoké Mýto 1963
- Karel Malich, text Padrta Jiří, 12 s., ČFVU Praha 1964
- Karel Malich, text Padrta Jiří, 8 s., SČVU Praha 1966
- Karel Malich: Plastiky, projekty, 16 s., Galerie Benedikta Rejta, Louny 1972
- Karel Malich: Vědomí a kosmické energie (Situace 12), text Srp Karel, 19 s., Jazzová sekce Praha 1982
- Karel Malich: Kresby, text Tetiva Vlastimil, 28 s., Dům kultury ROH, České Budějovice 1985
- Karel Malich, text Malich Karel, Pánková Marcela, 20 s., ÚKDŽ Praha 1986
- Karel Malich, text Srp Karel, Vlček Tomáš, 68 s., GVU Cheb 1988
- Karel Malich: Obrazy, kresby, sochy, grafika, text Malich Karel, Mandysová Hana, Valoch Jiří, 52 s., Dům umění města Brna 1989
- Karel Malich, text Srp Karel, Vlček Tomáš, 63 s., GHMP, Praha 1990
- Karel Malich, text Corcos Pierre, Srp Karel, 24 s., Galerie Lamaignère Saint-Germain, Paříž 1991
- Karel Malich: Pastelle, text Srp Karel, 12 s., Berlin 1992
- Karel Malich: 1976–1985, text Srp Karel, 48 s., Národní galerie v Praze 1994, ISBN 80-7035-075-X
- Karel Malich, text Srp Karel, 24 s., Galerie Benedikta Rejta, Louny 2004
- Karel Malich: Texty ke Karlu Malichovi, Rozhovory s Karlem Malichem, texty Burda Vladimír, Malich Karel, Obrist Hans Ulrich, Ševčík Jiří, Ševčíková Jana, 46 s., Galerie Zdeněk Sklenář, Praha 2013
- Malich, text Malich Karel, Vlček Tomáš, Volf Petr, 60 s., Galerie Zdeněk Sklenář, Praha 2013